# Theatermagazine
Een theatermagazine is een tijdschrift waarin een theater zijn voorstellingen voor het komende theaterseizoen aankondigt. Bij de voorstellingen staat informatie over de groep of persoon die optreedt, kosten en eventueel arrangementen.
Het doel van het tijdschrift is om de gasten inzicht te geven in de voorstellingen en hen te stimuleren om ruim van tevoren kaarten te bestellen. Op die manier heeft het theater inzicht in de belangstelling en kunnen voorstellingen bij een geringe vraag worden afgelast, of kunnen er eventueel extra voorstellingen worden gegeven bij een grotere belangstelling.